# Ada Rehan
Ada Rehan (Limerick, 22 de abril de 1859 — Nova York, 9 de janeiro de 1916) foi uma atriz irlandesa naturalizada norte-americana. Seu nome verdadeiro era Ada Crehan.